# Sant Cristòfol de Corbera
Sant Cristòfol de Corbera és una capella de Corbera de Llobregat (Baix Llobregat) inclosa en l'Inventari del Patrimoni Arquitectònic de Catalunya.

## Descripció
És una capella d'una nau, l'absis de la qual, suposadament de planta rectangular, així com la part superior de les parts, foren reformats a primers del segle xi. L'absis, que es conserva només en la paret de llevant, té una forma corba, que no és un semicercle complet. Hi ha dues finestres del segle xi de doble esqueixada. La coberta, d'embigat de fusta, és especialment interessant.
La capella és emplaçada damunt un sòl inestable: sobre unes roques que, en part, en ser buides a la part inferior, han cedit i s'han trencat.

## Història
Bé que el terme de Corbera és documentat des del 992, i el 998 s'esmenta un alou que fou del difunt Dacconi de Corbaria, que potser era un primitiu senyor del lloc, el fet de no posseir gairebé documentació del monestir de Sant Ponç de Corbera, molt proper a Sant Cristòfol, ni tampoc del castell, almenys pel que fa a l'època antiga (el monestir de Sant Ponç és documentat el 1235, subjecte a Sant Pere de Casserres i el castell és mencionat esporàdicament el 1031), comporta que tampoc s'hagi conservat documentació de Sant Cristòfol. Com a hipòtesi, suggerim que potser fou una cel·la de Sant Ponç, vista la proximitat i les petites dimensions de Sant Cristòfol.
Al segle xvi, a la capella hi havia un ermità.